# 馬拉鱷龍

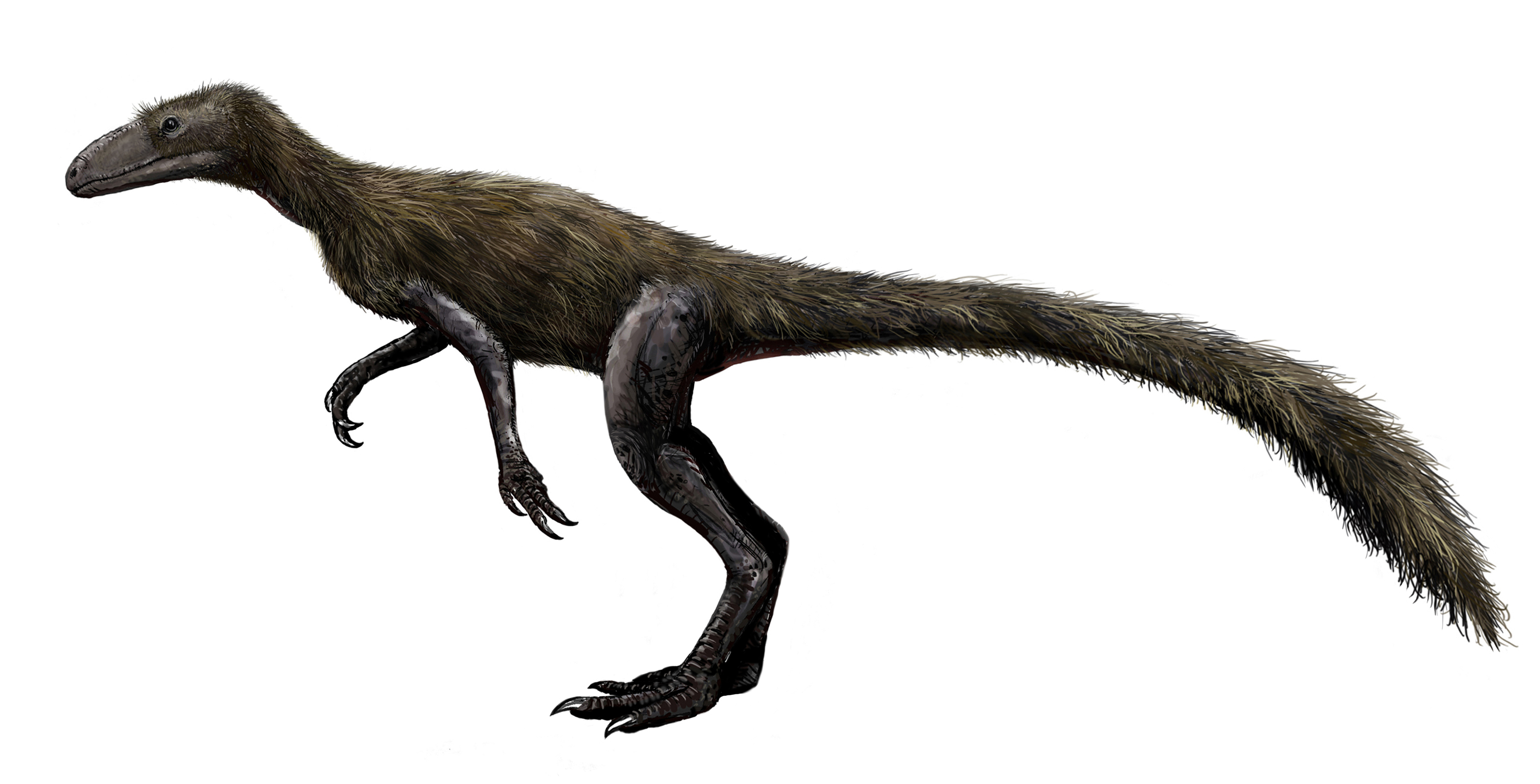
馬拉鱷龍的想像圖

馬拉鱷龍屬（意為「長耳豚鼠般的鱷魚」）是種類似恐龍的鳥頸類主龍，化石發現於阿根廷的Chañares組地層，相當於三疊紀晚期的卡尼階。馬拉鱷龍是種小型爬行動物，身長大約是40公分。
馬拉鱷龍最初被認為是兔鱷的第二種。但在1994年，保羅·塞里諾（Paul C. Sereno）與Andrea B. Arcucci的重新研究指出，兔鱷的模式標本保存程度不好，無法將其他標本歸類於這個屬。他們也指出，這個新標本的四肢比例不同於兔鱷的模式標本。因此他們將這個新標本建立為新屬，馬拉鱷龍。